# Leiolambrus nitidus
Leiolambrus nitidus är en kräftdjursart som beskrevs av M. J. Rathbun 1901. Leiolambrus nitidus ingår i släktet Leiolambrus och familjen Parthenopidae. Inga underarter finns listade i Catalogue of Life.